# 2012 en athlétisme
Cet article récapitule les faits marquants de l'année 2012 en athlétisme, les grandes compétitions de l'année, les records mondiaux et continentaux battus en 2012 et les décès d'athlètes survenus en 2012.

## Faits marquants
- 23 février : à Stockholm, la Russe Yelena Isinbayeva améliore d'un centimètre son propre record du monde en salle du saut à la perche en franchissant 5,01 m.
- 8 mars : création du Temple de la renommée de l'IAAF
- 9 et 10 mars : deux records du monde battus lors des Championnats du monde en salle d'Istanbul : l'Ukrainienne Nataliya Dobrynska au pentathlon avec 5 013 points et l'Américain Ashton Eaton à l'heptathlon avec 6 645 points.
- 23 juin : Ashton Eaton bat le record du monde du décathlon lors des sélections olympiques américaines avec 9 039 points. Le précédent record appartenait depuis 2001 à Roman Šebrle avec 9 026 pts.
- Août : quatre records du monde battus lors des Jeux olympiques de Londres : David Rudisha sur 800 m en 1 min 40 s 91, Elena Lashmanova sur 20 km marche en 1 h 25 min 2 s, l'équipe de Jamaïque masculine et des États-Unis féminine dans l'épreuve du relais 4 × 100 m (en respectivement 36 s 84 et 40 s 82).
- 7 septembre : l'Américain Aries Merritt établit un nouveau record du monde du 110 m haies en 12 s 80 lors du Mémorial Van Damme de Bruxelles.

## Compétitions

### Mondiales
| Compétition                                   | Lieu                | Date                 |
| --------------------------------------------- | ------------------- | -------------------- |
| Championnats du monde en salle                | Istanbul            | 9 — 12 mars          |
| Championnats du monde des 100 kilomètres      | Seregno             | 22 avril             |
| Ligue de diamant                              | 14 meetings         | 11 mai — 7 septembre |
| Coupe du monde de marche                      | Saransk             | 12 — 13 mai          |
| Championnats du monde juniors                 | Barcelone           | 10 — 15              |
| Jeux olympiques d’été                         | Londres             | 3 — 12 août          |
| Championnats du monde de course en montagne   | Temù Ponte di Legno | 2 septembre          |
| Championnats du monde des 24 heures           | Katowice            | 8 — 9 septembre      |
| Championnats du monde universitaires de cross | Łódź                | 14 septembre         |
| Championnats du monde de semi-marathon        | Kavarna             | 9 octobre            |

### Continentales

#### Afrique
| Compétition                             | Lieu       | Date    |
| --------------------------------------- | ---------- | ------- |
| Championnats d'Afrique de cross-country | Le Cap     | 18 mars |
| Championnats d'Afrique                  | Porto-Novo | Juin    |

#### Asie
| Compétition                  | Lieu     | Date            |
| ---------------------------- | -------- | --------------- |
| Championnats d'Asie en salle | Hangzhou | 18 — 19 février |
| Championnats d'Asie juniors  | Colombo  | 9 — 12 juin     |

#### Europe
| Compétition                                 | Lieu       | Date                |
| ------------------------------------------- | ---------- | ------------------- |
| Coupe d'Europe hivernale des lancers        | Bar        | 17 — 18 mars        |
| Coupe d'Europe du 10 000 m                  | Bilbao     | 3 juin              |
| Championnats d'Europe                       | Helsinki   | 27 juin — 2 juillet |
| Championnats d'Europe de course en montagne | Denizli    | 7 juillet           |
| Championnats d'Europe de cross              | Szentendre | 9 décembre          |

#### Océanie
| Compétition            | Lieu   | Date |
| ---------------------- | ------ | ---- |
| Championnats d'Océanie | Cairns | Juin |

## Records

### Records du monde

#### Hommes
| Épreuve              | Athlète                                            | Nation                 | Performance        | Compétition                       | Lieu         | Date             | Réf.  |
| -------------------- | -------------------------------------------------- | ---------------------- | ------------------ | --------------------------------- | ------------ | ---------------- | ----- |
| 400 m haies (indoor) | Felix Sanchez                                      | République dominicaine | 48 s 78            | Meeting National Val-de-Reuil     | Val-de-Reuil | 18 février 2012  | ,     |
| Heptathlon (Indoor)  | Ashton Eaton                                       | États-Unis             | 6 645 pts          | Championnats du monde en salle    | Istanbul     | 9–10 mars 2012   | [ 3 ] |
| 25 km (route)        | Dennis Kipruto Kimetto                             | Kenya                  | 1 h 11 min 18 s    | BIG 25 Berlin                     | Berlin       | 6 mai 2012       | ,     |
| Décathlon            | Ashton Eaton                                       | États-Unis             | 9 039 pts          | Sélections olympiques américaines | Eugene       | 22–23 juin 2012  | [ 6 ] |
| 800 m                | David Rudisha                                      | Kenya                  | 1 min 40 s 91      | Jeux olympiques                   | Londres      | 9 août 2012      | [ 7 ] |
| 4 × 100 m            | Nesta Carter Michael Frater Yohan Blake Usain Bolt | Jamaïque               | 36 s 84            | Jeux olympiques                   | Londres      | 11 août 2012     | [ 8 ] |
| 110 m haies          | Aries Merritt                                      | États-Unis             | 12 s 80 (+0.3 m/s) | Mémorial Van Damme                | Bruxelles    | 7 septembre 2012 | [ 9 ] |

#### Femmes
| Épreuve                      | Athlète                                                    | Nation     | Performance   | Compétition                    | Lieu      | Date            | Réf.   |
| ---------------------------- | ---------------------------------------------------------- | ---------- | ------------- | ------------------------------ | --------- | --------------- | ------ |
| 2000 m steeplechase (Indoor) | Yelena Orlova                                              | Russie     | 6 min 06 s 11 | Moscow City Championships      | Moscou    | 12 février 2012 | ,      |
| Saut à la perche (Indoor)    | Yelena Isinbayeva                                          | Russie     | 5,01 m        | XL Galan                       | Stockholm | 23 février 2012 | ,      |
| Pentathlon (Indoor)          | Nataliya Dobrynska                                         | Ukraine    | 5 013 pts     | Championnats du monde en salle | Istanbul  | 9 mars 2012     | [ 14 ] |
| 4 × 100 m                    | Tianna Madison Allyson Felix Bianca Knight Carmelita Jeter | États-Unis | 40 s 82       | Jeux olympiques                | Londres   | 10 août 2012    | [ 15 ] |
| 20 km marche (route)         | Elena Lashmanova                                           | Russie     | 1 h 25 min 02 | Jeux olympiques                | Londres   | 11 août 2012    | [ 16 ] |

## Bilans

### En salle

#### Hommes
| Épreuve               | Athlète                                                                        | Performance    | Lieu          | Date            |
| --------------------- | ------------------------------------------------------------------------------ | -------------- | ------------- | --------------- |
| 50 mètres             | Lerone Clarke                                                                  | 5 s 63         | Liévin        | 14 février 2012 |
| 60 mètres             | Trell Kimmons                                                                  | 6 s 45         | Albuquerque   | 26 février 2012 |
| 200 mètres            | Ameer Webb                                                                     | 20 s 39        | Nampa         | 9 mars 2012     |
| 400 mètres            | Nery Brenes                                                                    | 45 s 11        | Istanbul      | 10 mars 2012    |
| 800 mètres            | Adam Kszczot                                                                   | 1 min 44 s 57  | Liévin        | 14 février 2012 |
| 1 000 mètres          | Robby Creese                                                                   | 2 min 19 s 53  | State College | 14 janvier 2012 |
| 1 500 mètres          | Abdalaati Iguider                                                              | 3 min 34 s 10  | Liévin        | 14 février 2012 |
| Mile                  | Silas Kiplagat                                                                 | 3 min 52 s 63  | Fayetteville  | 11 février 2012 |
| 3 000 mètres          | Augustine Kiprono Choge                                                        | 7 min 29 s 94  | Karlsruhe     | 12 février 2012 |
| 5 000 mètres          | Thomas Pkemei Longosiwa                                                        | 12 min 58 s 67 | Düsseldorf    | 10 février 2012 |
| 60 mètres haies       | Dexter Faulk                                                                   | 7 s 40         | Albuquerque   | 25 février 2012 |
| Saut en hauteur       | Mutaz Essa Barshim                                                             | 2,37 m         | Hangzhou      | 19 février 2012 |
| Saut à la perche      | Renaud Lavillenie                                                              | 5,95 m         | Istanbul      | 10 mars 2012    |
| Saut en longueur      | Mauro Vinicius da Silva                                                        | 8,28 m         | Istanbul      | 9 mars 2012     |
| Triple saut           | Will Claye                                                                     | 17,70 m        | Istanbul      | 11 mars 2012    |
| Lancer du poids       | Ryan Whiting                                                                   | 22,00 m        | Istanbul      | 9 mars 2012     |
| Heptathlon            | Ashton Eaton                                                                   | 6 645 points   | Istanbul      | 10 mars 2012    |
| 5 000 mètres marche   | Valeriy Borchin                                                                | 18 min 16 s 54 | Moscou        | 5 février 2012  |
| Relais 4 × 400 mètres | Université de l'Arkansas Marek Niit Akheem Gauntlett Ben Skidmore Neill Braddy | 3 min 03 s 76  | Fayetteville  | 11 février 2012 |

#### Femmes
| Épreuve               | Athlète                                                                      | Performance    | Lieu        | Date            |
| --------------------- | ---------------------------------------------------------------------------- | -------------- | ----------- | --------------- |
| 50 mètres             | Veronica Campbell-Brown                                                      | 6 s 08         | New York    | 28 janvier 2012 |
| 60 mètres             | Veronica Campbell-Brown                                                      | 7 s 01         | Istanbul    | 11 mars 2012    |
| 200 mètres            | Kimberlyn Duncan                                                             | 22 s 74        | Nampa       | 9 mars 2012     |
| 400 mètres            | Sanya Richards-Ross                                                          | 50 s 71        | Albuquerque | 26 février 2012 |
| 800 mètres            | Pamela Jelimo                                                                | 1 min 58 s 83  | Istanbul    | 11 mars 2012    |
| 1 000 mètres          | Elena Arzhakova                                                              | 2 min 36 s 69  | Moscou      | 5 février 2012  |
| 1 500 mètres          | Genzebe Dibaba                                                               | 4 min 00 s 13  | Karlsruhe   | 12 février 2012 |
| Mile                  | Kristina Khaleeva                                                            | 4 min 29 s 73  | Orenbourg   | 3 février 2012  |
| 3 000 mètres          | Meseret Defar                                                                | 8 min 31 s 59  | Birmingham  | 18 février 2012 |
| 5 000 mètres          | Betsy Saina                                                                  | 15 min 38 s 83 | Nampa       | 9 mars 2012     |
| 60 mètres haies       | Sally Pearson                                                                | 7 s 73         | Istanbul    | 10 mars 2012    |
| Saut en hauteur       | Anna Chicherova                                                              | 2,06 m         | Arnstadt    | 4 février 2012  |
| Saut à la perche      | Elena Isinbaeva                                                              | 5,01 m         | Stockholm   | 23 février 2012 |
| Saut en longueur      | Brittney Reese                                                               | 7,23 m         | Istanbul    | 11 mars 2012    |
| Triple saut           | Olga Rypakova                                                                | 14,84 m        | Karaganda   | 27 janvier 2012 |
| Lancer du poids       | Nadzeya Ostapchuk                                                            | 20,70 m        | Moguilev    | 10 février 2012 |
| Pentathlon            | Natallia Dobrynska                                                           | 5 013 points   | Istanbul    | 9 mars 2012     |
| 3 000 mètres marche   | Anisya Kirdyapkina                                                           | 11 min 44 s 10 | Moscou      | 5 février 2012  |
| Relais 4 × 400 mètres | Royaume-Uni Shana Cox Nicola Sanders Christine Ohuruogu Perri Shakes-Drayton | 3 min 28 s 76  | Istanbul    | 11 mars 2012    |

### En plein air

#### Hommes
| Épreuve           | Athlète                                                   | Nation                 | Performance     | Lieu                    | Date                          |
| ----------------- | --------------------------------------------------------- | ---------------------- | --------------- | ----------------------- | ----------------------------- |
| 100 m             | Usain Bolt                                                | Jamaïque               | 9 s 63          | Londres                 | 5 août 2012                   |
| 200 m             | Usain Bolt                                                | Jamaïque               | 19 s 32         | Londres                 | 9 août 2012                   |
| 400 m             | Kirani James                                              | Grenade                | 43 s 94         | Londres                 | 6 août 2012                   |
| 800 m             | David Rudisha                                             | Kenya                  | 1 min 40 s 91   | Londres                 | 9 août 2012                   |
| 1 500 m           | Asbel Kiprop                                              | Kenya                  | 3 min 28 s 88   | Monaco                  | 20 juillet 2012               |
| Mile              | Asbel Kiprop                                              | Kenya                  | 3 min 49 s 22   | Oslo                    | 7 juin 2012                   |
| 3 000 m           | Augustine Choge                                           | Kenya                  | 7 min 30 s 42   | Doha                    | 11 mai 2012                   |
| 5 000 m           | Dejene Gebremeskel                                        | Éthiopie               | 12 min 46 s 81  | Saint-Denis             | 6 juillet 2012                |
| 10 000 m          | Emmanuel Bett                                             | Kenya                  | 26 min 51 s 16  | Bruxelles               | 7 septembre 2012              |
| 10 km             | Geoffrey Mutai                                            | Kenya                  | 27 min 29 s     | Boston                  | 24 juin 2012                  |
| 15 km             | Atsedu Tsegay                                             | Éthiopie               | 41 min 46 s     | Prague                  | 31 mars 2012                  |
| 20 km             | Atsedu Tsegay                                             | Éthiopie               | 55 min 52 s     | Prague                  | 31 mars 2012                  |
| Semi-marathon     | Atsedu Tsegay                                             | Éthiopie               | 58 min 47 s     | Prague                  | 31 mars 2012                  |
| 30 km             | Abel Kirui                                                | Kenya                  | 1 h 28 min 04 s | Londres                 | 22 avril 2012                 |
| Marathon          | Ayele Abshero                                             | Éthiopie               | 2 h 04 min 23 s | Dubaï                   | 27 janvier 2012               |
| 110 m haies       | Aries Merritt                                             | États-Unis             | 12 s 80         | Bruxelles               | 7 septembre 2012              |
| 400 m haies       | Felix Sánchez                                             | République dominicaine | 47 s 63         | Londres                 | 6 août 2012                   |
| 3 000 m steeple   | Paul Kipsiele Koech                                       | Kenya                  | 7 min 54 s 31   | Rome                    | 31 mai 2012                   |
| Saut en hauteur   | Ivan Ukhov Mutaz Essa Barshim                             | Russie Qatar           | 2,39 m          | Tcheboksary Lausanne    | 5 juillet 2012 23 août 2012   |
| Saut à la perche  | Renaud Lavillenie                                         | France                 | 5,97 m          | Helsinki Londres        | 1er juillet 2012 10 août 2012 |
| Saut en longueur  | Greg Rutherford Sergey Morgunov                           | Royaume-Uni Russie     | 8,35 m          | Chula Vista Tcheboksary | 3 mai 2012 19 juin 2012       |
| Triple saut       | Christian Taylor                                          | États-Unis             | 17,81 m         | Londres                 | 9 août 2012                   |
| Lancer du poids   | Christian Cantwell                                        | États-Unis             | 22,31 m         | Champaign               | 7 juillet 2012                |
| Lancer du disque  | Robert Harting                                            | Allemagne              | 70,66 m         | Turnov                  | 22 mai 2012                   |
| Lancer de marteau | Krisztián Pars                                            | Hongrie                | 82,28 m         | Ostrava                 | 24 mai 2012                   |
| Lancer de javelot | Vitezslav Vesely                                          | Tchéquie               | 88,34 m         | Londres                 | 8 août 2012                   |
| 20 km marche      | Alex Schwazer                                             | Italie                 | 1 h 17 min 30 s | Lugano                  | 18 mars 2012                  |
| 50 km marche      | Sergey Kirdyapkin                                         | Russie                 | 3 h 35 min 59 s | Londres                 | 11 août 2012                  |
| Relais 4 × 100 m  | Nesta Carter Michael Frater Yohan Blake Usain Bolt        | Jamaïque               | 36 s 84         | Londres                 | 11 août 2012                  |
| Relais 4 × 400 m  | Chris Brown Demetrius Pinder Michael Mathieu Ramon Miller | Bahamas                | 2 min 56 s 72   | Londres                 | 10 août 2012                  |
| Décathlon         | Ashton Eaton                                              | États-Unis             | 9 039 pts       | Eugene                  | 23 juin 2012                  |

#### Femmes
| Épreuve               | Athlète                                                                        | Performance    | Lieu        | Date             |
| --------------------- | ------------------------------------------------------------------------------ | -------------- | ----------- | ---------------- |
| 100 mètres            | Shelly-Ann Fraser-Pryce                                                        | 10 s 70        | Kingston    | 29 juin 2012     |
| 200 mètres            | Allyson Felix                                                                  | 21 s 69        | Eugene      | 30 juin 2012     |
| 400 mètres            | Antonina Krivoshapka                                                           | 49 s 16        | Tcheboksary | 5 juillet 2012   |
| 800 mètres            | Mariya Savinova                                                                | 1 min 56 s 19  | Londres     | 11 août 2012     |
| 1 500 mètres          | Mariem Alaoui Selsouli                                                         | 3 min 56 s 15  | Paris       | 6 juillet 2012   |
| 3 000 mètres          | Mariem Alaoui Selsouli                                                         | 8 min 34 s 47  | Eugene      | 2 juin 2012      |
| 5 000 mètres          | Vivian Cheruiyot                                                               | 14 min 35 s 62 | Rome        | 31 mai 2012      |
| 10 000 mètres         | Tirunesh Dibaba                                                                | 30 min 20 s 75 | Londres     | 3 août 2012      |
| 10 kilomètres         | Vivian Cheruiyot                                                               |                |             |                  |
| 15 kilomètres         | Mary Keitany                                                                   |                |             |                  |
| 20 kilomètres         | Mary Keitany                                                                   |                |             |                  |
| Semi-marathon         | Florence Jebet Kiplagat                                                        |                |             |                  |
| 25 kilomètres         | Caroline Chepkwony                                                             |                |             |                  |
| 30 kilomètres         | Priscah Jeptoo                                                                 |                |             |                  |
| Marathon              | Mary Keitany                                                                   |                |             |                  |
| 100 mètres haies      | Sally Pearson                                                                  | 12 s 35        | Londres     | 7 août 2012      |
| 400 mètres haies      | Natalya Antyukh                                                                | 52 s 70        | Londres     | 8 août 2012      |
| 3 000 mètres steeple  | Yuliya Zaripova                                                                | 9 min 05 s 02  | Stockholm   | 17 août 2012     |
| Saut en hauteur       | Anna Chicherova                                                                | 2,05 m         | Londres     | 11 août 2012     |
| Saut à la perche      | Silke Spiegelburg                                                              | 4,82 m         | Monaco      | 20 juillet 2012  |
| Saut en longueur      | Brittney Reese                                                                 | 7,15 m         | Eugene      | 1er juillet 2012 |
| Triple saut           | Olha Saladukha                                                                 | 14,99 m        | Helsinki    | 29 juin 2012     |
| Lancer du poids       | Nadezhda Ostapchuk                                                             | 21,58 m        | Minsk       | 18 juillet 2012  |
| Lancer du disque      | Darya Pishchalnikova                                                           | 70,69 m        | Tcheboksary | 5 juillet 2012   |
| Lancer du marteau     | Oksana Menkova                                                                 | 78,69 m        | Minsk       | 18 juillet 2012  |
| Lancer du javelot     | Barbora Špotáková                                                              | 69,55 m        | Londres     | 9 août 2012      |
| Heptathlon            | Jessica Ennis                                                                  | 6 955 pts      | Londres     | 4 août 2012      |
| 20 kilomètres marche  | Elena Lashmanova                                                               |                |             |                  |
| Relais 4 × 100 mètres | États-Unis Tianna Madison Allyson Felix Bianca Knight Carmelita Jeter          | 40 s 82 (RM)   | Londres     | 10 août 2012     |
| Relais 4 × 400 mètres | États-Unis Dee Dee Trotter Allyson Felix Francena McCorory Sanya Richards-Ross | 3 min 16 s 87  | Londres     | 11 août 2012     |

## Récompenses

### Hommes
| Trophée                                         | Athlète        |
| ----------------------------------------------- | -------------- |
| Trophée IAAF de l'athlète de l'année            | Usain Bolt     |
| Trophée Track and Field de l'athlète de l'année | David Rudisha  |
| Trophée de l'athlète européen de l'année        | Mohammed Farah |

### Femmes
| Trophée                                         | Athlète       |
| ----------------------------------------------- | ------------- |
| Trophée IAAF de l'athlète de l'année            | Allyson Felix |
| Trophée Track and Field de l'athlète de l'année | Valerie Adams |
| Trophée de l'athlète européen de l'année        | Jessica Ennis |

## Décès
| Athlète                     | Âge | Date de décès | Réf.   |
| --------------------------- | --- | ------------- | ------ |
| Piotr Perżyło (en)          | 51  | 21 janvier    | [ 19 ] |
| István Rózsavölgyi          | 82  | 27 janvier    | ,      |
| Gábor Tamás (en)            | 50  | 30 janvier    | [ 22 ] |
| Lutz Philipp (en)           | 71  | 1er février   | [ 23 ] |
| Irina Turova                | 76  | 8 février     | [ 24 ] |
| Leszek Walczak (en)         | 58  | 10 février    | [ 25 ] |
| Bertie Messitt (en)         | 81  | 18 février    | ,      |
| Alice Arden (en)            | 97  | 1er mars      | [ 28 ] |
| Henryk Grabowski            | 82  | 3 mars        | [ 29 ] |
| Bill Green (en)             | 50  | 4 mars        | [ 30 ] |
| Hipolit Śmierzchalski (en)  | 87  | 12 mars       | [ 31 ] |
| Bob Day (en)                | 67  | 15 mars       | ,      |
| John Yarbrough (en)         | 26  | 17 mars       | [ 34 ] |
| António Leitão              | 51  | 19 mars       | ,      |
| Zbigniew Pałyszko (en)      | 66  | 20 mars       | [ 37 ] |
| Frits de Ruijter (en)       | 94  | 20 mars       | [ 38 ] |
| Willie May                  | 75  | 28 mars       | [ 39 ] |
| Jim Delaney                 | 91  | 2 avril       | [ 40 ] |
| Xenia Stad-de Jong          | 90  | 3 avril       | ,      |
| Gustaf Jansson              | 90  | 11 avril      | ,      |
| Peter Mullins (en)          | 85  | 14 avril      | [ 45 ] |
| Heinrich Arians (en)        | 84  | 16 avril      | [ 46 ] |
| Samia Yusuf Omar            | 21  | date inconnue | [ 47 ] |
| Andrzej Jakubiec (en)       | 40  | 27 avril      | [ 48 ] |
| Stein Johnson (en)          | 90  | 28 avril      | [ 49 ] |
| Henrik Kalocsai             | 72  | 22 mai        | [ 50 ] |
| Edmund Potrzebowski (en)    | 85  | 22 mai        | [ 51 ] |
| Keith Gardner               | 82  | 25 mai        | [ 52 ] |
| Jan Perek (en)              | 83  | 26 mai        | [ 53 ] |
| Soini Nikkinen              | 88  | 2 juin        | [ 54 ] |
| Reggie Pearman (en)         | 89  | 11 juin       | [ 55 ] |
| Hannu Posti                 | 86  | 13 juin       | [ 56 ] |
| George Kerr                 | 74  | 15 juin       | [ 57 ] |
| Daniel Batman               | 31  | 26 juin       | ,      |
| Juan Carlos Dyrzka          | 71  | 26 juin       | [ 60 ] |
| Stan Cox (en)               | 93  | 27 juin       | [ 61 ] |
| Michał Wojtanowski (en)     | 35  | 28 juin       | [ 62 ] |
| Włodzimierz Sokołowski (en) | 71  | 29 juin       | [ 63 ] |
| Juan Reccius (en)           | 101 | 29 juin       | [ 64 ] |
| Jacqueline Mazéas           | 91  | 9 juillet     | [ 65 ] |
| Henryk Wasilewski (en)      | 58  | 16 juillet    | [ 66 ] |
| Jack Davis                  | 81  | 20 juillet    | [ 67 ] |
| John Treloar                | 84  | 23 juillet    | [ 68 ] |
| Paul Frieden (en)           | 87  | 25 juillet    | [ 69 ] |
| Pat Porter (en)             | 53  | 27 juillet    | [ 70 ] |
| Kazimiera Rykowska (en)     | 79  | 28 juillet    | [ 71 ] |
| Alfred Hochscheid (en)      | 88  | 14 septembre  | [ 72 ] |
| Manfred Bues                | 99  | ?             | [ 73 ] |
| Ralf Drecoll (en)           | 67  | 23 septembre  | [ 74 ] |
| Stanisław Waśkiewicz (en)   | 65  | 28 septembre  | [ 75 ] |
| Frank Sando                 | 81  | 13 octobre    | [ 76 ] |
| George Mattos               | 83  | 18 octobre    | [ 77 ] |
| Edward Schwarzer (en)       | 83  | 23 octobre    | [ 78 ] |
| Vitaliy Alisevich (en)      | 45  | 29 octobre    | [ 79 ] |
| Joseph Kimani (en)          | 40  | 1er novembre  | ,      |
| Milt Campbell               | 78  | 2 novembre    | [ 82 ] |
| Zbigniew Wojciechowski (en) | 57  | 3 novembre    | [ 83 ] |
| Gerard Gramse (en)          | 68  | 8 novembre    | [ 84 ] |
| Jimmy Omagbemi (en)         | 81  | 12 novembre   | [ 85 ] |
| John Kelly                  | 93  | 13 novembre   | [ 86 ] |
| Jerzy Żeligowski (en)       | 54  | 15 novembre   | [ 87 ] |
| Tadeusz Kwapień (en)        | 89  | 23 novembre   | [ 88 ] |
| Nelson Prudêncio            | 68  | 23 novembre   | [ 89 ] |
| Tom Robinson                | 74  | 25 novembre   | [ 90 ] |
| Yves Niaré                  | 35  | 5 décembre    | [ 91 ] |
| Gérard Rasquin (en)         | 85  | 11 décembre   | ,      |